# رقص (نقاشی)

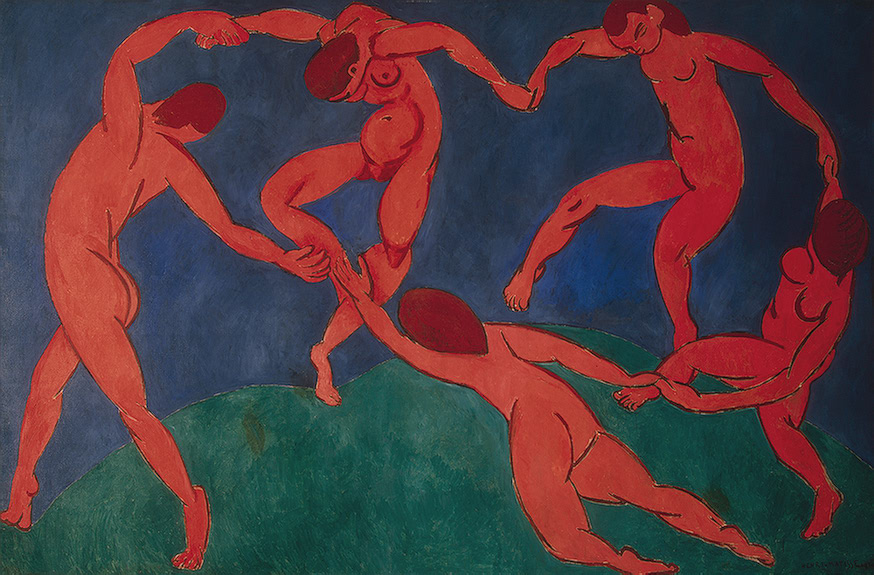
رقص - نسخه دوم (۱۹۰۹) اثر نقاش فرانسوی هانری ماتیس (۱۸۶۹ - ۱۹۵۴)

رقص (به فرانسوی: La Danse) شاهکار نقاش و مجسمه‌ساز فرانسوی، هانری ماتیس (۱۸۶۹ - ۱۹۵۴ میلادی) است که از آن به عنوان نقطه عطفی در زندگی هنری نقاش و تکامل هنر معاصر نام برده می‌شود. این اثر به زیبایی شیفتگی ابتدایی نقاش به هنر اولیه (به انگلیسی: Primitive Art) را به تصویر کشیده‌است، جایی که دیگر خبری از قراردادهای دست و پاگیر و آموزش‌های آکادمیک در ثبت آثار هنری نیست. کاربرد رنگ قرمز به مقدار فراوان در مقابل سبز و آبی پس زمینه (نقاش تنها از این سه رنگ برای خلق اثر استفاده کرده‌است) و همچنین تکرار موزون پیکره‌های برهنه رقاصان، رهایی احساسات و اوج لذت گرایی در سبک فوویسم (به انگلیسی: Fauvism) را به مخاطب منتقل می‌کند.
از این اثر دو تابلو به ثبت رسیده‌است، نخستین کار در سال ۱۹۰۶ میلادی و پس از سقوط ارزش‌های فوویسم (که خودِ نقاش از مهم‌ترین هنرمندان این سبک به شمار می‌رود) خلق شده و دومین نسخه (همین تصویر)، در سال ۱۹۰۹ میلادی در پاریس و به سفارش یک بازرگان روسی کشیده شده‌است. این اثر هم‌اکنون در State Hermitage Museum در شهر سن پترزبورگ روسیه نگهداری می‌شود.